# Августинович, Октавий Петрович
Октавий Петрович Августинович (1818 — 1886) — генерал-лейтенант, участник Кавказских походов, редактор-составитель «Строевого пехотного устава».

## Биография
Из дворян Луцкого уезда Волынской губернии.
После окончания школы в Клеване в 1835 году, поступил казеннокоштным студентом в Киевский университет. Будучи студентом вступил в тайную организацию «Содружество польского народа», где имел подпольное прозвище Бодьяк. После ареста лидера общества Шимона Конарского и ликвидации общества, был арестован и 14 марта 1839 года отправлен на Кавказ для зачисления в военную службу на праве вольноопределяющегося.
В 1840 году за отличия в походах против горцев был награждён Знаком отличия военного ордена Святого Георгия (ЗОВО) и 25 мая того же года произведён в прапорщики.
В 1857 году произведён в полковники, 28 марта 1871 года — в генерал-майоры и 30 августа 1882 года — в генерал-лейтенанты. Во второй половине 1884 года зачислен в запас.
Скончался 29 декабря 1886 года в Санкт-Петербурге, похоронен на Выборгском римско-католическом кладбище. После своей смерти завещал передать 47 000 рублей на нужды Римско-католического благотворительного общества в Санкт-Петербурге.
Августинович долгое время был членом Главного комитета по устройству и образованию войск и являлся ведущим редактором-составителем «Строевого пехотного устава».

## Награды
Среди прочих наград Августинович имел следующие:
- Знак отличия Военного ордена Святого Георгия (1840 год)[4]
- Орден Святого Станислава 3-й степени
- Орден Святого Станислава 2-й степени (1856 год, императорская корона к этому ордену пожалована в 1858 году)[4]
- Орден Святой Анны 2-й степени (1860 год, императорская корона к этому ордену пожалована в 1867 году)[4]
- Орден Святого Владимира 4-й степени (1862 год)[4]
- Орден Святого Владимира 3-й степени (1869 год)[5]
- Орден Святого Станислава 1-й степени (1875 год)[5]
- Орден Святой Анны 1-й степени (1879 год)[5]